# Dionizy Błeszyński
Dionizy Błeszyński ps. Brzechwa, Tank (ur. 18 września 1895 w Czersku, zm. 4 kwietnia 1943 w Warszawie) – oficer Wojska Polskiego, uczestnik I i II wojny światowej, zamordowany na Pawiaku.

## Życiorys
Do szkoły średniej uczęszczał w Warszawie a szkołę oficerską ukończył w Moskwie. W 1914 jako ochotnik wstąpił do Legionu Puławskiego w czasie I wojny światowej walczącego w składzie armii rosyjskiej. W 1917 pod Haliczem dostał się do niewoli niemieckiej. W następnym roku udało mu się uciec i w listopadzie 1918 brał udział w rozbrajaniu żołnierzy niemieckich w Warszawie. Wstąpił w szeregi Wojska Polskiego i w randze porucznika służył w 25 Pułku Piechoty i w 36 Pułku Piechoty Legii Akademickiej. Został przydzielony do składu osobowego szefa Administracji Armii. We wrześniu 1926 został przydzielony do macierzystego 36 pp z równoczesnym przydziałem służbowym do inspektora armii we Lwowie gen. Mieczysława Norwid-Neugebauera na stanowisko oficera ordynansowego. W maju 1927 powrócił do macierzystego 36 pp. 19 marca 1928 został mianowany kapitanem ze starszeństwem z 1 stycznia 1928 roku i 221. lokatą w korpusie oficerów piechoty. Od 1930 jako kapitan dowodził kompanią graniczną KOP „Boryszkowce” z 14 batalionu IV Brygady KOP. W marcu 1939 pełnił służbę w Batalionie KOP „Niemenczyn” na stanowisku kwatermistrza.
W czasie II wojny światowej należał do ruchu oporu. Jako oficer Armii Krajowej w stopniu majora (awans w 1942), pełnił funkcję komendanta Obwodu AK Wola. W 1943 został aresztowany przez Niemców, po informacjach jakich dostarczył im Marian Maszewski. Uwięziony został na Pawiaku a następnie 4 kwietnia 1943 zamordowany. Jego grób symboliczny znajduje się na cmentarzu Powązkowskim w Warszawie (kwatera 92-2-14).

## Ordery i odznaczenia
- Krzyż Walecznych (dwukrotnie)[10]
- Srebrny Krzyż Zasługi (14 października 1934)[11]
- Odznaka Pamiątkowa Generalnego Inspektora Sił Zbrojnych (12 maja 1936)